# The River (filme de 1997)
The River (He liu) é o 6° filme do cinesta Tsai Ming-Liang e dá sequência à saga do seu personagem Xiao-Kang (também chamado de Hsiao-kang e interperetado pelo ator Kang-sheng Lee) demonstrando os desafios de comunicação que uma família - e os seres humanos em geral - podem enfrentar.

## Dados sobre o filme

### Elenco
Ann Hui	- a famosa diretora chinesa interpreta a sí mesma.

Chen Chao-jung - homem anônimo.

Lee Kang-sheng - Xiao-Kang.

Yang Kuei-Mei - garota no hotel.

Chen Shiang-chyi - amiga de Xiao-Kang.

Lu Shiao-Lin - amante da mãe (Long Chang).

Tien Miao - pai.

Lu Yi-Ching - mãe (Hsiao-Ling Lu).

### Locações
Taipei (Taiwan).